# Distretto di Alto Tapiche
Il distretto di Alto Tapiche è uno degli undici distretti della provincia di Requena, in Perù. Si trova nella regione di Loreto e si estende su una superficie di 9.013,8 chilometri quadrati.
Istituito il 20 luglio 1946, ha per capitale la città di Santa Elena.